# Tiger Balm
Tiger Balm (chinesisch 虎標萬金油 / 虎标万金油, Pinyin Hǔbiao Wànjīnyóu, Jyutping Fu2biu1 maan6gam1jau4 – „Tiger-Balsam“) ist der Markenname einer Salbe zum Einreiben bei Erkältungskrankheiten, Insektenstichen oder auch Schmerzen an Muskeln und Gelenken.
Vertrieben wird Tiger Balm in Deutschland über die Firma Queisser Pharma (Doppelherz) und in der Schweiz über die Firma Doetsch Grether AG.

## Geschichte

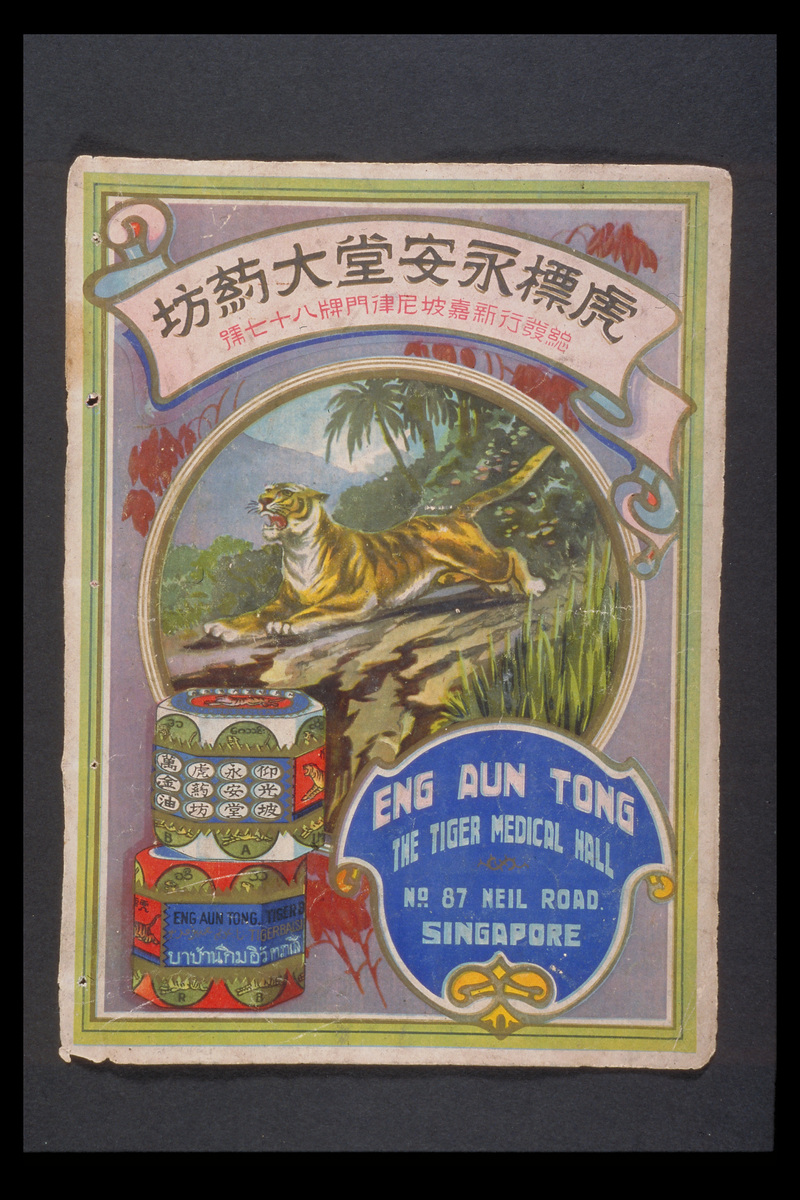
Tiger Balm (1930er-Jahre)

Sie wurde in den 1870er Jahren von dem Drogisten Aw Chu Kin (胡子欽,  Hú Zǐqīn) in Rangun entwickelt und nach dem Tod des Erfinders vom Pharmaunternehmen Haw Par Healthcare mit Sitz in Singapur industriell hergestellt, das von seinen Söhnen Aw Boon Haw (胡文虎,  Hú Wénhǔ) und Aw Boon Par (胡文豹,  Hú Wénbào) gegründet wurde und dessen bekanntestes Produkt Tiger Balm ist.

## Namensgebung
Keines der Produkte enthält Inhaltsstoffe, die von Tigern stammen. Der Namensteil „Tiger“ (chin. 虎) in der Markenbezeichnung leitet sich vom zweiten Schriftzeichen Haw (虎,  hǔ, Jyutping fu2, Pe̍h-ōe-jī hóo) vom Vornamen des ersten Sohnes Boon Haw des Erfinders Aw Chu Kin her.

## Rezeptur und Wirkung
Die weißliche Salbe enthält Menthol, Campher, Cajeputöl, andere ätherische Öle sowie Vaseline. Daneben ist eine rotfarbige Version erhältlich, die zusätzlich ein Reaktionsprodukt aus chinesischem Zimtöl enthält. Die weiße Variante wirkt kühlend und eignet sich so z. B. zur Schmerzlinderung nach Mückenstichen und bei Atemwegsinfekten wie HNO (Hals, Nasen, Ohren). Tiger Balm kann auch lindernd auf Kopfschmerzen wirken. Die rote Salbe wirkt wärmend und eignet sich damit z. B. zur Verwendung bei Verspannungen. Für die Anwendung mentholhaltiger Salben gegen Nagelpilz gibt es bisher keinen ausreichenden Wirkungsnachweis.

### Kontraindikationen
Die Salbe ist nur zur äußerlichen Anwendung gedacht und jeder Kontakt mit Augen und offenen Wunden ist zu vermeiden. Bei einer Studie hatte sie bei ca. 0,5 % bis 1,5 % der Probanden kleine Hautentzündungen/Allergien verursacht. Sie ist von Kindern unter sieben Jahren fernzuhalten. Schwangere und stillende Mütter sollten den Arzt oder Apotheker vorab fragen, ob eine Anwendung zugelassen werden kann.

## Mitbewerber
Es gibt eine Reihe von konkurrierenden Produkten, die eine ähnliche Rezeptur und Wirkung haben, jedoch meist nur einen regionalen Bekanntheitsgrad erreichen. Dazu zählen beispielsweise das in der DDR bekannte Vietnamesische Balsam Golden Stern (vietnamesisch Cao sao vang, englisch „Golden Star Balm“) oder das China-Balsam und China-Oel, die von 1988 bis 2008 zur offiziellen Ausrüstung der deutschen Olympiateilnehmer gehörten.